# كوهلز
كوهلز (بالإنجليزية: Kohl's)‏ هي سلسلة متاجر التجزئة الأمريكية، تديرها شركة كوهلز. اعتبارًا من فبراير 2013، تعد أكبر سلسلة متاجر متعددة الأقسام في الولايات المتحدة مع 1158 موقعًا، وتعمل متاجر في كل ولاية أمريكية باستثناء هاواي. تأسست الشركة على يد المهاجر البولندي ماكسويل كول، الذي افتتح متجرًا للبقالة في ميلووكي، ويسكونسن في عام 1927. واصلت لتصبح سلسلة ناجحة في المنطقة المحلية، وفي عام 1962 تشعبت الشركة بافتتاح أول متجر متعدد الأقسام. استحوذت شركة برتيش أمريكان توباكو على حصة مسيطرة في الشركة في عام 1972 بينما كانت لا تزال تديرها عائلة كوهل، وفي عام 1979، تم بيع الشركة إلى شركة باتوس. قامت مجموعة من المستثمرين بشراء الشركة في عام 1986 من شركة برتيش أمريكان توباكو في عام 1992.يقع المقر الرئيسي لشركة كوهلز في ضاحية مينوموني فولز بولاية ويسكونسن في ميلووكي. أصبحت أكبر سلسلة متاجر متعددة الأقسام في الولايات المتحدة في مايو 2012، متجاوزة أكبر منافس لها جيه سي بيني. الشركة مدرجة في كل من أس&بي 500 (منذ 1998) و فورتشين 500. من حيث الإيرادات، احتلت السلسلة المرتبة 23 من بين أكبر متاجر التجزئة في الولايات المتحدة في عام 2019. اعتبارًا من عام 2013، كانت كوهلز ثاني أكبر شركة متعددة الأقسام في الولايات المتحدة من حيث مبيعات التجزئة.

## روابط خارجية
- Kohl's official website
- Kohl's corporate website
- - بيانات النشاط التجاري لـ Kohl's: مالية جوجل
  - ياهو! المالية
  - رويترز
  -  إيداع هيئة الأوراق المالية والبورصات